# История Лизи (мини-сериал)
«История Лизи» (англ. Lisey's Story) — американский драматический мини-сериал, основанный на одноимённом романе Стивена Кинга. Каждая серия сериала была написана самим Кингом. Премьера состоялась на стриминговом сервисе Apple TV+ 4 июня 2021 года.

## Сюжет
Сериал рассказывает о Лизи Лэндон, женщине, недавно потерявшей своего мужа, известного писателя-фантаста Скотта Лэндона. После его смерти она целыми днями перебирает его рукописи в сопровождении своей старшей сестры Аманды. Но она так и не смогла смириться со смертью своего мужа. После своей смерти он оставил множество тёмных тайн, главной из которых является преследующий Лизи Длинный Мальчик. Ей предстоит разобраться в прошлом своего мужа.

## В ролях

### В главных ролях
- Джулианна Мур — Лизи Лэндон, жена известного писателя-фантаста Скотта Лэндона
- Клайв Оуэн — Скотт Лэндон, всемирно известный писатель. Муж Лизи Лэндон
- Дженнифер Джейсон Ли — Дарла Дебушер
- Дэйн ДеХаан — Джим Дули, главный антагонист
- Джоан Аллен — Аманда Дебушер, старшая сестра Лизи Лэндон

### Второстепенный состав
- Рон Сефас Джонс — профессор Роджер Дашмил
- Майкл Питт — Эндрю Лэндон
- Сон Кан — офицер Дэн Бокман
- Питер Сколари — Дэйв Дебушер
- Уилл Брилл — Герд Аллен Коул

## Производство
В августе 2017 года Стивен Кинг сообщил о том, что на ближайшее будущее планирует телеадаптацию одной из его «самых любимых книг» «История Лизи». В апреле 2019 года было объявлено, что начались подготовительные работы по съемкам сериале. Также стало известно, что главную роль исполнит Джулианна Мур. В октябре 2019 года Клайв Оуэн заявил о том, что примет участие в съемках проекта. В ноябре 2019 года стало известно, что Джоан Аллен и Дэйн ДеХаан присоединились к актёрскому составу сериала. В декабре 2019 года было объявлено, что Сон Кан исполнит одну из главных ролей.

## Список эпизодов
| № | Название                                               | Режиссёр      | Автор сценария | Дата премьеры |
| - | ------------------------------------------------------ | ------------- | -------------- | ------------- |
| 1 | «Охота на була» «Bool Hunt»                            | Пабло Ларраин | Стивен Кинг    | 4 июня 2021   |
| 2 | «Кровь-бул» «Blood Bool»                               | Пабло Ларраин | Стивен Кинг    | 4 июня 2021   |
| 3 | «Под конфетным деревом» «Under the Yum-Yum Tree»       | Пабло Ларраин | Стивен Кинг    | 11 июня 2021  |
| 4 | «Джим Дэнди» «Jim Dandy»                               | Пабло Ларраин | Стивен Кинг    | 18 июня 2021  |
| 5 | «Хороший брат» «The Good Brother»                      | Пабло Ларраин | Стивен Кинг    | 25 июня 2021  |
| 6 | «Теперь нужно вести себя тихо» «Now You Must Be Still» | Пабло Ларраин | Стивен Кинг    | 2 июля 2021   |
| 7 | «Никакого света, никаких искр» «No Light, No Spark»    | Пабло Ларраин | Стивен Кинг    | 9 июля 2021   |
| 8 | «История Лизи» «Lisey's Story»                         | Пабло Ларраин | Стивен Кинг    | 16 июля 2021  |